# جوزيف شيرمان (شاعر)
جوزيف شيرمان هو شاعر كندي، ولد في 1945 في Bridgewater, Nova Scotia ‏ في كندا، وتوفي في 9 يناير 2006.